# Jean bar Aphthonia
Jean bar Aphtonia ou Jean fils d'Aphtonia, né à Édesse vers 475 et mort en 537, est un moine syriaque, fondateur du monastère de Kennesrin, foyer éminent de la culture helléno-syriaque.

## Biographie
Jean bar Aphtonia est né à Édesse vers 475. Orphelin il est élevé avec ses frères par sa mère Aphtonia. À 15 ans, il entre au monastère Saint-Thomas à Séleucie de Piérie, ville portuaire d'Antioche, et plus tard en devient le supérieur.
À l'avènement de l’empereur Justin Ier, en 518, l’Église syriaque qui s’oppose au concile de Chalcédoine est persécutée. 
La persécution devient si âpre sous le patriarche Éphrem d'Antioche que Jean doit, vers 530, quitter le monastère Saint-Thomas pour fonder un nouveau monastère, près d’Europos à l'Est de l'Euphrate, le monastère de Kennesrin (le « nid d'aigle »). Ce monastère devient un centre de culture grecque et syriaque, où enseigne Sévère Sebôkht, où se forment des théologiens comme Thomas d'Héraclée (m. 627 ?) et Jacques d'Édesse (633-708), et d'où sortent plusieurs patriarches de l'Église non-chalcédonienne d'Antioche : Athanase II (683-686), Dionysius Ier de Tel Mahre (817-845), et Georges, évêque des Arabes (m. 725).

## Œuvres
Il écrivit un commentaire du Cantique des Cantiques, une biographie de Sévère d'Antioche ; il composa également de nombreux hymnes. Comme de nombreux auteurs de son époque, il se peut qu'une grande quantité de son oeuvre soit perdue et inconnue.